# 白腹海鵰
白腹海雕（拉丁文學名：Icthyophaga leucogaster）亦稱白胸海雕，是鷹科的一種大型猛禽。
牠們居住在印度、亞洲南部及澳大利亞海岸。白腹海雕極為獨特。成鳥有白色的頭部、胸部及尾部。在飛行時，牠們黑色的翅膀跟白色的腹部形成強烈的對比。像所有海雕屬的成員般，牠們的尾部很短，且呈楔子狀。
跟牠們最接近的近親為不知名的索羅門群島海雕（Sanford's Sea-eagle）。牠們兩個物種是一對複合種（species pair），就像所有海雕的複合種一般，這個複合種是由一個黑頭的物種（所羅門海雕）和一個白頭的物種（白腹海雕）組成的。牠們的爪子、喙和眼睛都像所有岡瓦那大陸海雕一樣，顏色很深。這個複合種的成員的尋部或多或少都有一點兒較深的色素，但並非所有個體都會出現這情況。雖然牠們的不同之處大部分都是在於牠們的外觀及生態學，但其實牠們的祖先在少於一百萬年前才開始分裂（Wink et al., 1996）。

## 外觀
白腹海雕是全澳大利亞現時所知的第二大猛禽，而最大的是楔尾鷹（Wedge-tailed Eagle，學名Aquila audax），站立時高度可達1米。
白腹海雕的頭部、尾部、胸部和腹部呈白色，背部和翅膀均呈黑色或深灰色。在飛行時，若從地面往上觀看的話，就很容易看到牠們張開的黑色翅膀。牠們的喙呈灰色，尖端的顏色較深，眼睛呈深棕色。牠們的腿部呈奶白色，爪子呈黑色。牠們的雌性兩性個體很相似。雄性高度若為75公分，比雌性的85公分略小。翼展長約2米。
幼白腹海雕的羽毛為棕色，在4歲時就完全成熟，全身的羽毛顏色已是一個真正成年白腹海雕的羽毛顏色。

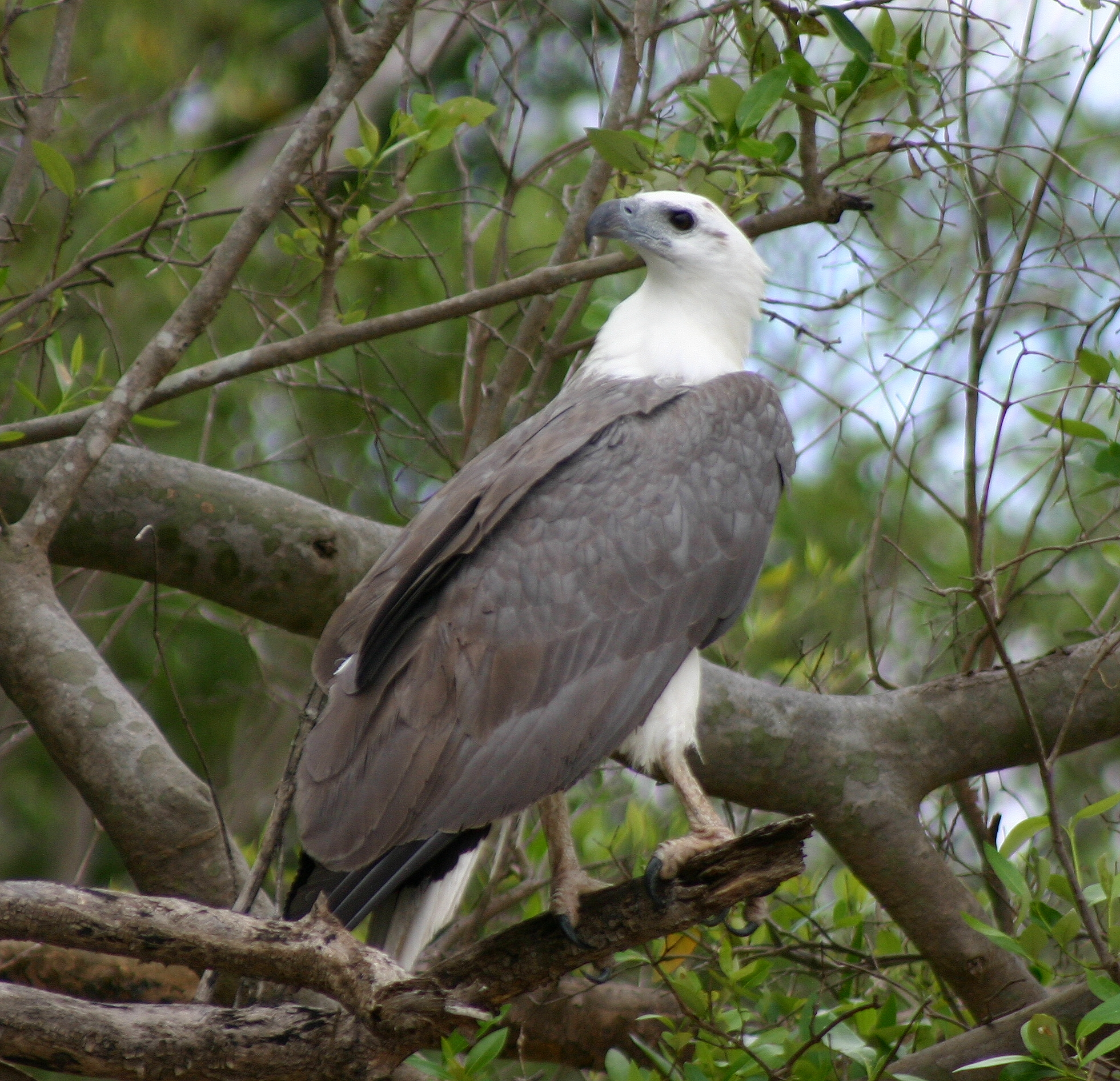

## 分佈情況及棲息地

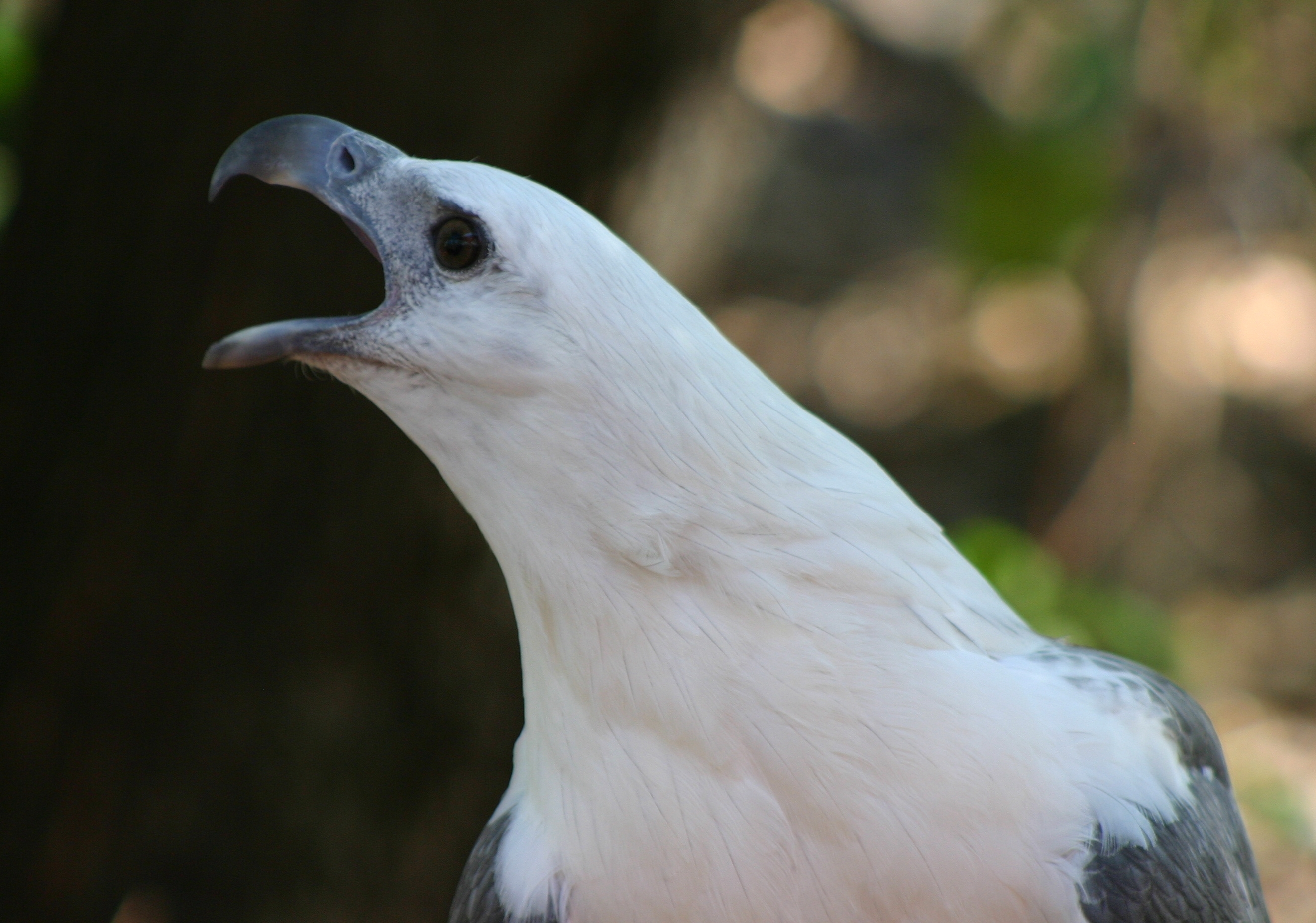
一隻在達爾文市北領地野生動物園（Territory Wildlife Park）的白腹海雕

人們常在澳大利亞的海岸或近海地區看到白腹海雕。牠們的配偶是終身的。牠們鵝般的叫聲是一種表示親密的叫聲，較常出現於繁殖季節。
除了澳大利亞外，牠們亦居住於紐幾內亞、香港、印度尼西亞、中國嶺南、東南亞及印度。

## 食物
白腹海雕主要靠捕食水產動物維生的，這些動物包括魚、海龜和海蛇，但牠們亦會捕獵鳥類和哺乳動物。牠們是捕獵的能手，可以捕獵大至天鵝的獵物。白腹海雕亦會吃腐肉，也會在飛行時攻擊其他有獵物在手的鳥類，逼牠們鬆開爪子來，再把獵物搶去。白腹海雕可以單獨捕獵、夫妻一起出動或全家總動員。

## 築巢
白腹海雕會在其他白腹海雕的巢附近築巢，牠們的巢通常是築在大樹上或海岸邊的懸崖上。一般而言，牠們每次可生出兩顆蛋。

## 圖片

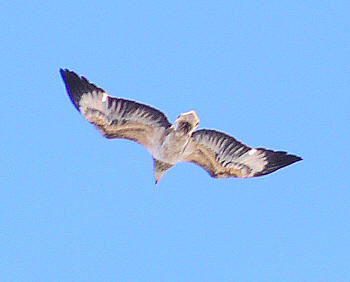
幼鳥（出生一年）
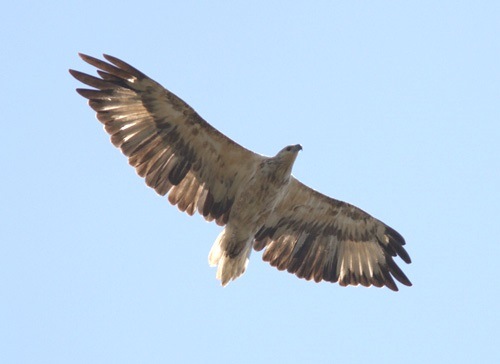
幼鳥（2到3歲）
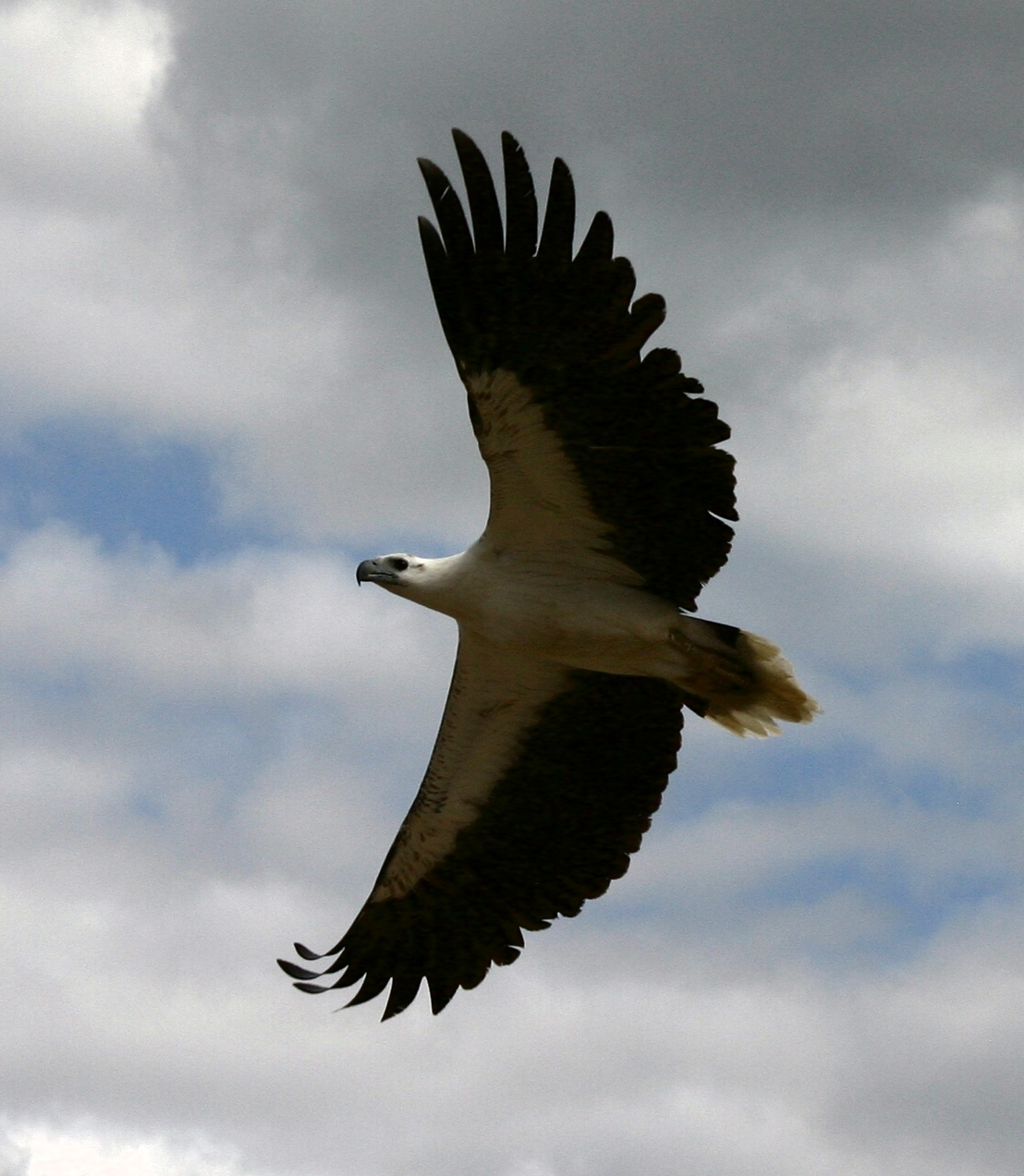
已成熟的白腹海雕在空中飛行